# 愛宕橋駅
愛宕橋駅（あたごばしえき）は、宮城県仙台市若林区土樋一丁目にある、仙台市地下鉄南北線の駅である。駅番号はN12。本項では、かつて存在した仙台市電の愛宕橋停留場についても記載する。

## 歴史
- 1933年（昭和8年）2月12日 - 仙台市電長町線一部開通（荒町日赤病院前停留場 - 愛宕橋停留場）により、市電愛宕橋駅開業。
- 1976年（昭和51年）4月1日 - 仙台市電全線廃線により、愛宕橋停留場廃止。
- 1987年（昭和62年）7月15日 - 仙台市地下鉄南北線開通により、地下鉄愛宕橋駅開業[1]。
- 2009年（平成21年）11月21日 - 可動式ホーム柵の運用開始。
- 2014年（平成26年）12月6日 - IC乗車券・icsca導入[2]。

## 駅構造
- 島式ホーム1面2線を有する地下駅である。
- 広瀬川の左岸に位置している。

のりば
| 1 | ■ 南北線 |  | 富沢方面                     |  |
| 2 | ■ 南北線 |  | 仙台・勾当台公園・泉中央方面 |  |

## 利用状況
| 乗車人員推移 | 乗車人員推移     |
| 年度         | 一日平均乗車人員 |
| ------------ | ---------------- |
| 2002         | 1,884            |
| 2003         | 1,882            |
| 2004         | 1,892            |
| 2005         | 1,873            |
| 2006         | 1,826            |
| 2007         | 1,813            |
| 2008         | 1,783            |
| 2009         | 1,729            |
| 2010         | 1,757            |
| 2011         | 1,816            |
| 2012         | 2,025            |
| 2013         | 2,152            |
| 2014         | 2,163            |
| 2015         | 2,242            |
| 2016         | 2,424            |
| 2017         | 2,530            |
| 2018         | 2,596            |
| 2019         | 2,594            |
| 2020         | 2,080            |
| 2021         | 2,156            |
| 2022         | 2,423            |
| 2023         | 2,534            |

- 2023年度（令和5年度）
  - 1日平均乗車人数：2,534人[3]

一日平均乗車人員（単位：人/日）

## 駅周辺
- 昭和市電通り
- 愛宕橋
- 愛宕大橋
- 愛宕神社
- 仙台市立荒町小学校
- 仙台越路郵便局
- 仙南信用金庫愛宕橋支店
- 七十七銀行荒町支店・八木山支店
- 宮城交通・仙台市営バス「愛宕橋駅」停留所

## 隣の駅
仙台市地下鉄
■南北線
五橋駅 (N11) - 愛宕橋駅 (N12) - 河原町駅 (N13)
仙台市電（廃線）
長町線
荒町日赤病院前停留場 - 愛宕橋停留場 - 石垣町停留場